# Стариков, Иван Валентинович
Ива́н Валенти́нович Ста́риков (род. 16 августа 1960, Новосибирская область) — российский политический деятель, действительный государственный советник РФ 2-го класса, экономист-аграрник. Депутат Государственной думы I созыва (1993—1995). Заместитель министра экономики России (1995—2000), член Совета Федерации от Костромской области (2001—2004). Профессор института экономики Российской академии наук.

## Биография
Родился 16 августа 1960 года в селе Пайвино Маслянинского района Новосибирской области, русский. В 1982 году окончил Новосибирский сельскохозяйственный институт по специальности «учёный-агроном». В 1982—1985 годах учился в аспирантуре Сибирского отделения ВАСХНИЛ и одновременно работал старшим лаборантом лаборатории генетики Сибирского НИИ растениеводства и селекции Сибирского отделения ВАСХНИЛ.
В 1985—1987 годах работал агрономом в совхозе «Елбанский» Маслянинского района Новосибирской области. В 1987—1993 годах был директором сельскохозяйственного акционерного предприятия (совхоза) «Пайвинское» в Новосибирской области (с. Пайвино).
В 1995 году окончил Академию народного хозяйства при Правительстве РФ по специальности «международная экономика».
В 1993 году избирательным объединением «Выбор России» был выдвинут кандидатом в депутаты Государственной думы по Искитимскому одномандатному избирательному округу № 127 Новосибирской области. Победил, набрав 25,16 % голосов. В Госдуме I созыва вошёл в состав фракции «Выбор России» и был заместителем председателя Комитета по аграрным вопросам. В марте 1994 года член инициативной группы по созданию партии Демократический выбор России (ДВР). 11 мая 1995 года сложил депутатские полномочия в связи с назначением заместителем министра экономики РФ по вопросам аграрного сектора.
В декабре 1995 года баллотировался на пост губернатора Новосибирской области. Был зарегистрирован за неделю до выборов по решению суда, выборы проиграл.
В 1999 году снова участвовал в губернаторских выборах в Новосибирской области. В первом туре (19 декабря) получил более 20 % голосов, вышел во второй тур вместе с мэром Новосибирска В. А. Толоконским. 9 января 2000 года проиграл второй тур губернаторских выборов, отстав от своего соперника на 2 %.
Занимал пост заместителя министра экономики до его упразднения в мае 2000 года (фактически оставался в министерстве, преобразованном в Министерство экономического развития и торговли ещё несколько месяцев).
С января 2001 по апрель 2004 года занимал должность представителя администрации Костромской области в Совете федерации. В Совете Федерации возглавлял Комитет по аграрно-продовольственной политике, входил в состав Комиссии по контролю за обеспечением деятельности Совета Федерации, Комиссии по информационной политике.
С февраля 2004 по сентябрь 2005 года — секретарь по электоральной и информационной политике Федерального политического совета Союза правых сил — один из пяти секретарей, составлявших коллективное руководство СПС после его поражения на парламентских выборах. Своё решение начать сотрудничество с партией объяснял тем, что «в СПС не хватает русских лиц, такое лицо у меня». Претендовал на единоличное лидерство, но на съезде 28 мая 2005 его кандидатура не получила большинства голосов. В сентябре 2005 секретарский пост, который он продолжал занимать, был ликвидирован — в основном потому, что Стариков резко противопоставил себя линии СПС и «перестал работать на партию».
В сентябре 2005 создал инициативную группу по выдвижению М. Б. Ходорковского в депутаты Госдумы. Возглавлял данную инициативную группу до вступления в силу обвинительного приговора суда в отношении Ходорковского (что закрывало для Ходорковского возможность баллотироваться в органы государственной власти).
В декабре 2005 объявил о поддержке кандидатуры М. М. Касьянова как лидера демократической оппозиции, оставил должность члена Федерального политического совета СПС и вышел из партии. Вошёл в президиум «Российского народно-демократического союза».
На Президентских выборах 2012 года был доверенным лицом кандидата в Президенты Михаила Прохорова как «единственного демократического кандидата». В октябре 2012 года Иван Стариков баллотировался в координационный совет российской оппозиции, выборы проиграл.
Весной 2014 года участвовал в качестве кандидата в выборах мэра Новосибирска. Был выдвинут от партии «Гражданская инициатива». За несколько дней до голосования, вместе с рядом других кандидатов, снял свою кандидатуру с выборов в пользу кандидата от КПРФ Анатолия Локтя.
5 мая 2014 года распоряжением нового мэра Новосибирска Анатолия Локтя был назначен главой представительства города в Москве в статусе вице-мэра. В сентябре того же года по собственному желанию уволился с занимаемой должности.
4 июля 2016 года на съезде Партии Роста был выдвинут кандидатом в депутаты Государственной думы РФ VII созыва, возглавлял региональный список по Новосибирской области. Кроме того, был так же зарегистрирован кандидатом по одномандатному округу № 136 в Новосибирской области. В Госдуму не прошёл.
В 2016—2018 годах — возглавлял новосибирское отделение Партии Роста. Вышел из партии в 2018 году, после того, как лидер политической организации и кандидат в Президенты бизнес-омбудсмен Борис Титов не назначил его руководителем новосибирского предвыборного штаба во время президентской кампании.
В феврале 2018 года пытался избраться на пост Президента РШФ. Уступил по числу полученных голосов своему сопернику.
С февраля по ноябрь 2020 года — директор ФГБУ «ВНИИ Экология».
В 2021 назначен советником министра природных ресурсов и экологии РФ.
В сентябре 2021 года участвовал в выборах Госдумы VIII созыва в качестве кандидата от партии «Зелёные» по региональному списку по Новосибирской и Кемеровской областям. В Думу не прошёл.
Заместитель председателя Центрального совета ВООП, один из лидеров Экологического общественного движения «Доброе слово — экология», учреждённого в 2014 году Департаментом природопользования и охраны окружающей среды города Москвы и Московского отделения Всероссийского общества охраны природы. Является организатором новой экологической партии «Экологика».
Является экспертом Московского экономического форума.
С 2022 года эксперт «Центра технологического трансфера» НИУ ВШЭ.
В сентябре 2024 года вошёл в состав совета директоров АО «Ламбумиз», крупного московского производителя картонной упаковки, возглавляемого экс-депутатом Госдумы РФ от Новосибирской области Александром Абалаковым.

## Личная жизнь
Женат, имеет сына и дочь. Есть брат (двойняшки) Алексей и младшая сестра Ирина.
Проживает в Москве.

## Награды
- благодарность Президента Российской Федерации (25 июля 1996 года) — за активное участие в организации и проведении выборной кампании Президента Российской Федерации в 1996 году[19].
- медаль «В память 850-летия Москвы», почетная грамота Совета Федерации[20].
- Юбилейный нагрудный знак Московской областной Думы «20 лет Московской областной Думе» (28 ноября 2013 года)[21].